# Ròchabruna
|  | Per a altres significats, vegeu «Ròchabruna (Droma)». |

Ròchabruna (occità) o Rochebrune (francès) és un comú francès al departament dels Alts Alps (regió de Provença – Alps – Costa Blava).
El nom de la localitat està testimoniat en la forma Roqua bruna cap a l'any 1200, sota les cites Roqua bruna in ripa Durantie («Roche brune sur la rive de la Durance», roca bruna a la riba de la Durance) l'any 1238 i Villagium de Rochebrune al segle xiii. Rochabruna en occità. De l'occità del nord ràcha i adjectiu «bruna».

## Demografia
| 1836                                       | 1962 | 1968 | 1975 | 1982 | 1990 | 1999 | 2006 | 2016 |
| ------------------------------------------ | ---- | ---- | ---- | ---- | ---- | ---- | ---- | ---- |
| 305                                        | 134  | 78   | 94   | 106  | 99   | 128  | 144  | 168  |
| Des de 1962: població sense dobles comptes |      |      |      |      |      |      |      |      |

## Administració
| Període   | Identitat      | Partit |
| --------- | -------------- | ------ |
| 2001-2008 | Claude Amouriq |        |
| 2008-     | Daniel Aubin   |        |